# Kalisuchus rewanensis
Il kalisuco (Kalisuchus rewanensis) è un rettile estinto, appartenente agli arcosauriformi. Visse nel Triassico inferiore (Induano, circa 252 milioni di anni fa) e i suoi resti fossili sono stati ritrovati in Australia.

## Descrizione
I fossili di questo animale comprendono parte di un cranio, alcune vertebre, ossa delle zampe e dei cinti. Si suppone che fosse lungo circa tre metri, ed era dotato di ossa delle caviglie molto simili a quelle dei coccodrilli. Kalisuchus possedeva un muso largo, leggermente ricurvo verso il basso sopra la mandibola. Le zampe erano snelle, mentre il collo era più lungo rispetto a quello degli animali simili, come Chasmatosaurus. 

## Classificazione
Kalisuchus rewanensis venne descritto per la prima volta nel 1979, e i suoi resti fossili sono stati ritrovati nella formazione Arcadia (Rewan Group) nel Queensland centromeridionale (Australia). Il nome significa "coccodrillo di Kali", con riferimento alla dea indù della distruzione: i resti fossili, infatti, furono rinvenuti in frammenti. 
Kalisuchus è stato riconosciuto come un appartenente ai proterosuchidi, un gruppo di arcosauriformi simili a coccodrilli. Doveva essere uno dei proterosuchidi più grandi, e potrebbe essere stato imparentato strettamente con il ben noto Chasmatosaurus del Sudafrica. Un altro proterosuco del Triassico inferiore australiano, Tasmaniosaurus, era di dimensioni minori e possedeva alcune caratteristiche distintive: il cranio, ad esempio, era dotato di una finestra antorbitale dal margine anteriore arrotondato, mentre quello di Kalisuchus era di forma squadrata.